# Geograf
Geograf je znanstvenik, ki se v splošnem največ ukvarja z geografijo.